# 時そば
『時そば』（ときそば）は、古典落語の演目の一つ。蕎麦の屋台でそばの勘定（代金）を巡るごまかしを目撃した男が、それに感心して自分も真似して同じことをしようというスリリングかつ滑稽な話で、数多い古典落語の中でも、一般的に広く知られた演目の一つである。『刻そば』『時蕎麦』という表記が用いられることもある。
1726年（享保11年）の笑話本『軽口初笑』（かるくちはつわらい）の「他人は喰より」が元となっている。これは、主人公が中間であり、そばきりの価格は6文であった。明治時代に、3代目柳家小さんが上方落語の演目『時うどん』（『刻うどん』）を江戸噺として移植したとされている。以降柳派の落語家が得意とし、戦後は6代目春風亭柳橋、5代目柳家小さん、5代目古今亭志ん生がそれぞれ十八番とした。

## あらすじ
冬の深夜、男が通りすがりの屋台の二八そば屋を呼び止め、しっぽく（演者によってはしっぽこと発音）そばを注文する。男は看板を褒め、割られていない割り箸を褒め、更には器、鰹節を使った汁、麺の細さ、ちくわの厚さなどを次々にほめ上げる。
食べ終わった男は蕎麦屋に掌を出させ、一文銭を一枚一枚数えながらテンポ良く乗せていく。「一（ひい）、二（ふう）、三（みい）、四（よう）、五（いつ）、六（むう）、七（なな）、八（やあ）」と数えたところで、「今何時（なんどき）でい!」と時刻を尋ねる。主人が「へい、九（ここの）つでい」と応えると間髪入れずに「十（とお）、十一、十二、十三、十四、十五、十六、御馳走様」と続けて16文を数え上げ、すぐさま店を去る。つまり、代金の一文をごまかしたのである。
この一部始終を陰で見ていたもうひとりの男がいた。彼はその手口にえらく感心し、自分も同じことを翌日に試みようとする。
気が急いて早めに街に出た男だが、彼がつかまえた屋台は昨日見た店とはまったく違っていた。箸は先に誰かが使ったもの、器は欠け、汁は辛過ぎ、そばは伸び切り、ちくわと思ったのは紛い物のちくわぶと、ほめるところがひとつもない。そばを食い切ることもできないまま、件の勘定に取り掛かる。「一、二、……八、今何時でい」主人が「へい、四つでい」と答える。「五、六……」。まずいそばを食わされた上に勘定を余計に取られてしまうのだった。

## 口演での特徴
そばを食べる場面において麺を勢い良くすする音を実際と同じように表現することが本作品の醍醐味であり、一番の見せ場であるとよく言われる。さらには、「そばをすする音とうどんをすする音には、確実に差異があるともされる。それをリアルに表現するのが当然で、何より落語の醍醐味」と堂々と主張する者までいる。しかし5代目古今亭志ん生は本作品を、何としても勘定をごまかしたい男を描いた物語と位置付けている。
この作品での「花巻」は「切った海苔をちらしたもの」入りであり、「しっぽく」を食する演者は沢山の具の入った、いわゆる「しっぽくそば・うどん」ではなく、ちくわもしくはちくわぶのみを食するように、さまざまな落語家（桂三木助_(4代目)・柳家小三治(10代目)など）が演じる。その枚数は演者によって異なるが、1枚以上2枚以内である。「侍と沢庵の原理」に従うなら「侍と沢庵の原理」で2枚である（1枚＝ひときれ＝人斬れ、3枚＝みきれ＝身斬れ、に通じるため）。

## 題材について
当時の時法では深夜の「暁9つ（午前0時頃）」の前が「夜4つ（午後10時頃）」だったことにより、この話が成立している。暁9つに屋台のそば屋が街を流し営業している必要であるが、江戸では振売や屋台が多く深夜の娼婦を客とする「夜鷹蕎麦」が街を巡っていた。また、蕎麦の価格が9文より多少高くないと成立しないが、それまでは6文程度だった蕎麦の価格が享保年間に急騰、二八蕎麦は16文となった。
釣り銭詐欺の手口は、落語『壺算』でもトリックとして使われている。マスメディアでは、現実に起きる釣り銭詐欺のことを「時そば詐欺」と表現することがある。

## 改作・アレンジ
- 景山民夫が本作をリメイクした新作落語『年そば』を書いている。舞台が現代に移され、駅の立ち食いそばで勘定をごまかす物語になっている。原作の時間を尋ねる質問は、店員に対して年齢を尋ねる質問に置き換えている。Aのやり口にえらく感心したBが、別の駅でそのやり方を真似ようとする。そして、原作とは全く異なる絶妙かつ衝撃的な下げが待っていた（短編集『東京ナイトクラブ』角川書店〈角川文庫〉に収録）。
- 柳家喬太郎が『時そば』を演じる時、コロッケそばの魅力についての「まくら」を語ることがあり、高座で演じるコロッケの描写とストーリーは観客を爆笑させる内容である[6]。落語好きの東出昌大は喬太郎本人と対談した時や[7]、落語ディーパーの『時そば』の回[8][注 3]で、そのまくらが大好きであることを熱く語っている。そのため「喬太郎の『時そば』は『コロッケそば』である」と言われることもある[7]。
  - また、喬太郎には即興で作った[9]「クロケットヌードルソング」という持ち歌（コミックソング）がある[10][11]。
  - 喬太郎は2023年4月より『ドランク塚地のふらっと立ち食いそば』（BS日テレ）のナレーターを務めている。
- 瀧川鯉昇には、二軒目の蕎麦屋の屋号やディテールを細かく変えたバージョンの『蕎麦処ベートーベン』がある[12]。
- 笑福亭鶴笑は現代風にアレンジした『時ゴジラ』というパペット落語（高座の上で自作の小道具を用いながら演じる落語）を持ちネタとしている[13]。主人公がうどん屋の店内テレビで放映される映画の『ゴジラシリーズ』を見ながらうどんを食べるという内容になっている[13][注 4]。
- 名古屋の落語家である登龍亭獅篭 / 登龍亭福三 / 登龍亭獅鉃は、そばをきしめんに替え、サゲや一部ディテールを地域に合った形にして『時きしめん』として演じている[14]。同じ一門の登龍亭幸福は、地域に合わせたオリジナルのくすぐりなどは入れているが、あくまで『時そば』である。また、名古屋出身の立川かしめは『時スガキヤ』を演じている。[要出典]

## 派生した商品
以前、東京・深大寺の水神苑敷地内に、柳家喬太郎プロデュースの『時そば』の世界にちなんだ日本そば店「大當りや（あたりや）」が存在した。外装は江戸時代の屋台そば風、メニューは「花巻」「しっぽく」「かけ」のみであった。
2009年6月から7月にかけて、サークルＫサンクスが落語協会監修弁当として「二八ざる蕎麦」「わさびと五目のおいなりさん」を発売。古典落語「時そば」「そば清」「王子の狐」などのあらすじと出囃子がダウンロードできる（「前座のあがり」もしくは「二上がりかっこ」）QRコードが印刷されたカードとセットで販売された。
柳谷晃は、『時そば』をはじめとした落語のネタを数学的視点から解説する『時そばの客は理系だった―落語で学ぶ数学』（幻冬舎新書、2007年）という書籍を著した（落語監修は三遊亭金八と林家久蔵）。